# Cát Bà
Cát Bà ist die größte Insel in der Halong-Bucht im Norden Vietnams. Sie gehört zu einem 1994 von der UNESCO eingerichteten Biosphärenreservat und beherbergt seit dem Jahr 1986 einen Nationalpark Vietnams, den Cát-Bà-Nationalpark. 
Cát Bà ist von Bedeutung für die Erhaltung der Biodiversität, da es über endemische, seltene und gefährdete Arten, ökonomisch wichtige Arten, seltene Lebensräume und eine handwerkliche Fischerei verfügt.

## Geografie
Die Insel liegt ungefähr 20 km östlich der Stadt Hải Phòng.
Wie die anderen weit über 2000 Inseln der Region gehört die 354 km² große Insel Cát Bà zu einem Kalkstein-Plateau, welches allmählich immer weiter ins Meer absinkt. Die größte Stadt der Insel, Cát-Bà-Stadt, liegt im Südwesten der Insel und wird von ca. 12.000 Menschen bewohnt.

## Natur
Auf Cát Bà gibt es seltene Lebensräume: die umsäumenden Korallenriffe sind die am weitesten nördlich anzutreffenden ihrer Art. Hinzu kommen Sumpfwälder aus Weiden und Mangrovenwälder, welche im Norden Vietnams selten geworden sind. 

### Tierarten

Grüne Meeresschildkröte

Auf Cát Bà leben endemische, seltene und gefährdete Tierarten, beispielsweise Languren. Der endemisch vorkommende Goldkopflangur Trachypithecus poliocephalus ist eine der weltweit seltensten und gefährdetsten Primatenarten. Seine Population besteht nur noch aus etwa 800 erwachsenen Tieren auf dem Cát-Bà-Archipel und ist damit als prekär zu bezeichnen. Im Jahr 2007 wurde bei einer deutsch-vietnamesischen Expedition der hier endemische Gecko Goniurosaurus catbaensis entdeckt. Außerdem werden im Archipel Suppenschildkröten (Chelonia mydas) und Echte Karettschildkröten (Eretmochelys imbricata) gefunden. Andere hier vertretene seltene und bedrohte Arten von Meerestieren sind das Seepferdchen (Hippocampus sp.), mehrere Arten von Schnecken mit einem in etwa kegelförmigen Schneckenhaus, wie die zu den Kreiselschnecken gehörenden und für die Perlmuttproduktion begehrten Arten Trochus niloticus und Trochus pyramis, die zu den Seeohren gehörende Schnecke Haliotis diversicolor und die zu den Trogmuscheln gehörende Lutraria rhinchena.

### Pflanzen

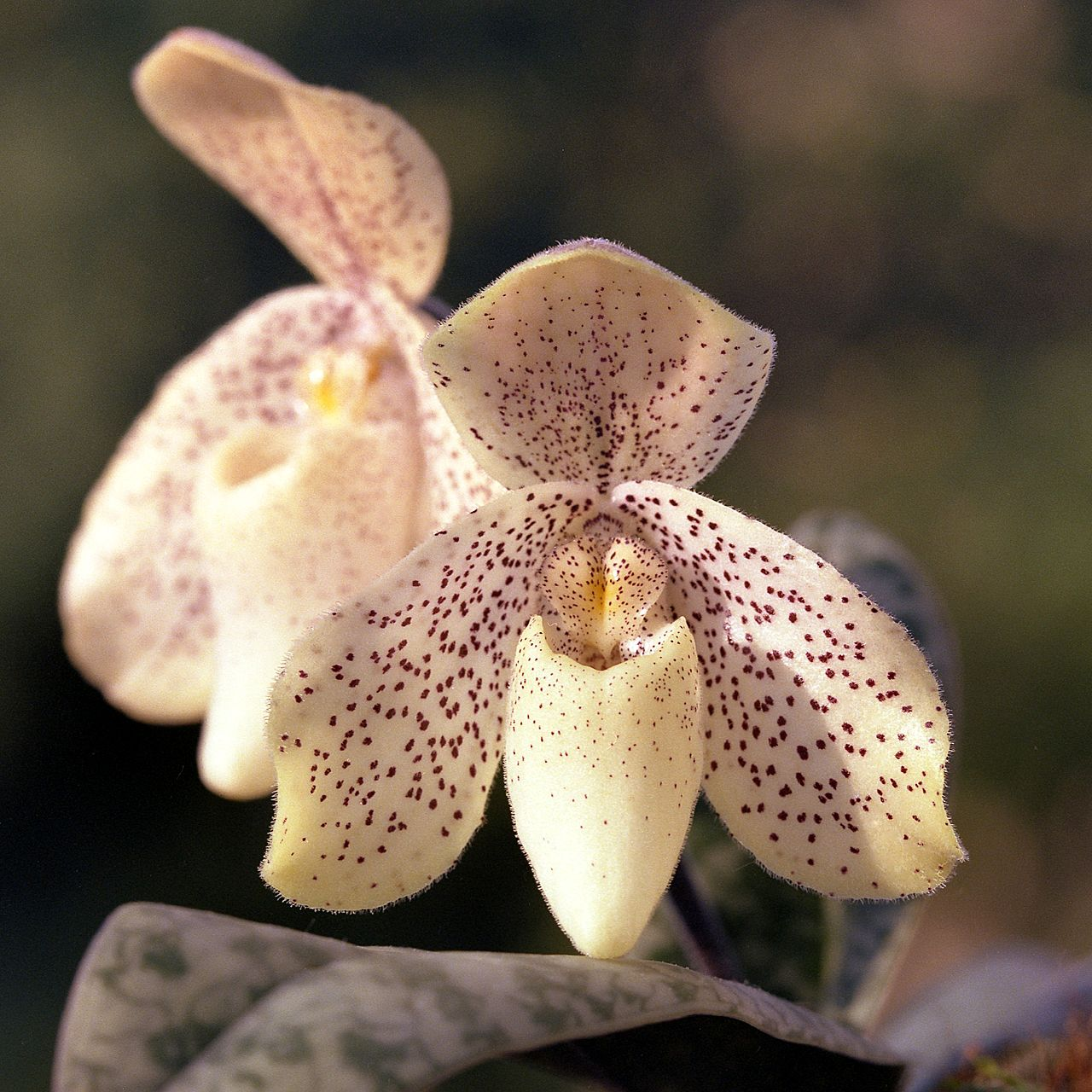
Orchidee Paphiopedilum concolor

Viele der seltenen und endemischen Pflanzenarten, die in dem Archipel gefunden werden, sind auch von wirtschaftlicher Bedeutung für die Region. Die gelbe Orchideenart Paphiopedilum concolor, die Palmfarnart Cycas tropophylla und der Drachenblutbaum Dracaena cambodiana werden als dekorative Pflanzen geschätzt. Einige Sorten wie der Hibiscus tiliaceus werden verwendet, um Matten herzustellen. Die Blätter der Sukkulentenart Gynura auriculata sind essbar, ebenso wie die weichen Früchte der falschen Orange Maclura cochinchinensis. Andere Sorten haben medizinische Eigenschaften, so die Knolle der Lianenart Stephania rotunda oder die geschwollenen Stämme des Baumfarns Drynaria bonii.

## Entwicklung der Region
Der Cát-Bà-Archipel erfüllt eine wichtige wirtschaftliche Funktion in der Entwicklung Vietnams. Die Regierung fördert daher den Tourismus, unterstützt die regionale Fischerei und die Landwirtschaft. Internationale Projekte arbeiten mit der Regierung Vietnams zusammen mit dem Ziel, die Auswirkungen des schnell zunehmenden Tourismus auf die einzigartige ökologische Situation Cát Bàs möglichst gering zu halten. Organisationen wie die Australische Stiftung für die Völker in Asien und der Pazifikregion (AFAP) kritisieren jedoch, dass die bisher getroffenen Maßnahmen nicht ausreichend seien.

### Fischerei

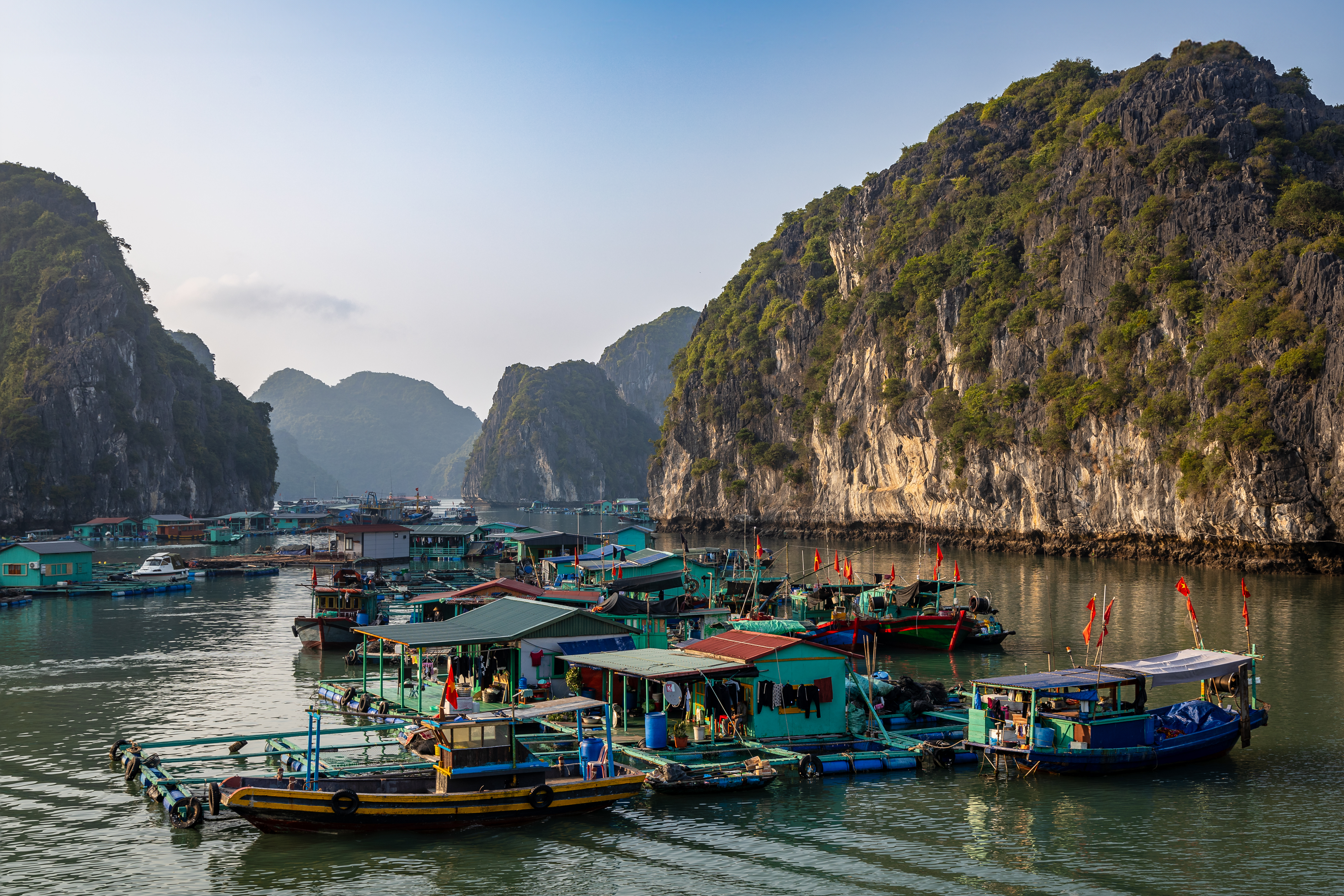
Schwimmendes Fischerdorf Cai Beo an der südöstlichen Küste der Insel

Im Cát-Bà-Archipel wird überwiegend ufernah gefischt, die Beschaffenheit der Küstengewässer schränkt die Größe der Fischerboote ein. Es werden noch traditionelle Boote benutzt. Größere Boote entstehen traditionell aus Abfall-Holz, kleinere Boote werden aus Rattan geflochten, das mit Teer versiegelt wird. Der Cát-Bà-Archipel ist ein wichtiger Küstenfangplatz für Nordvietnam, es zieht Fischerboote aus vielen anderen Provinzen an. Es gibt eine lange Tradition des regionalen Fischens in diesem Bereich mit abhängigen Wanderarbeitern, welche die maritimen Ressourcen der Region ausschöpfen. 
Seit 1960 konkurrierten hunderte Fischerboote im ufernahen Bereich der Cát-Bà-Inseln. Heute wird das Fischen in fischreichen, weiter vom Ufer entfernten Bereichen im Norden Vietnams intensiviert. 

### Landwirtschaft und maritime Zuchtbemühungen
Es hat viele Bemühungen gegeben, kleinräumige kommerzielle Landwirtschaft und den Versuch einer Kultivierung von ökonomisch verwertbaren Meereslebewesen in den Senken der größeren Insel und in den vielen kleinen geschützten Buchten des Archipels zu fördern. 
Das Biosphärenreservat stützt die soziologisch-kulturelle und die ökologische Entwicklung durch das Beheben möglicher Interessenkonflikte, welche aus dem Naturschutz und der Notwendigkeit einer auch ökonomischen Nutzung der Natur entstehen. 

### Zonen des Reservats
Im Zuge der Bemühungen um eine Vereinbarkeit ökologischer, ökonomischer und kultureller Interessen ist das Reservat in mehrere Zonen eingeteilt worden mit einem unterschiedlichen Grad an Schutzmaßnahmen und Nutzungserlaubnissen.

#### Kernzonen 1 und 2
8.500 ha im Südwesten des Archipels wurden im Jahr 1986 in die IUCN Kategorie II als geschützter Bereich des Cát-Bà-Nationalparkes eingeteilt. Dazu gehören 6.500 ha Landgebiete und 2.000 ha Meer. Die Zielsetzungen sind hier die Erhaltung der natürlichen Ökosysteme und des Genpools der Flora und Fauna, die Erhaltung kultureller und historischer Eigenheiten, die Wiederaufnahme der ursprünglichen Flora durch Wiedereinsetzungen sowie die Einleitung von Lebensraumverbesserungen für die entsprechenden Arten der Flora und der Fauna, sowie Schulungen in Zusammenarbeit mit der Tourismusindustrie. Außerdem soll die für das Parkmanagement erforderliche wissenschaftliche Forschung intensiviert werden. 

#### Pufferzone 1
Diese Zone wurde ebenfalls 1986 zum Teil eingestuft als IUCN-Kategorie-II-geschützter Bereich des Nationalparkes. Das ganze Gebiet umfasst 7.641 ha, von denen 4.941 ha auf dem Land und 2.700 im Meer liegen. Hier sind über die oben genannten Bedingungen hinausgehend die Nutzung durch Obstbäume, Bienenzucht, Hauptgärten und Reisanbau, sowie Perlenzucht, und Seefisch-Kultur gestattet, außerdem küstennahes Fischen wie Sandkrabben- und Mantisgarnelenernten, regional arbeitende Fischereibetriebe, und das Sammeln von Muscheln im Bereich der felsigen Ufer erlaubt. Zudem besteht Potential für regionalen Tourismus, der auf den natürlichen Landschaften des Nationalparks basiert.

#### Pufferzone 2

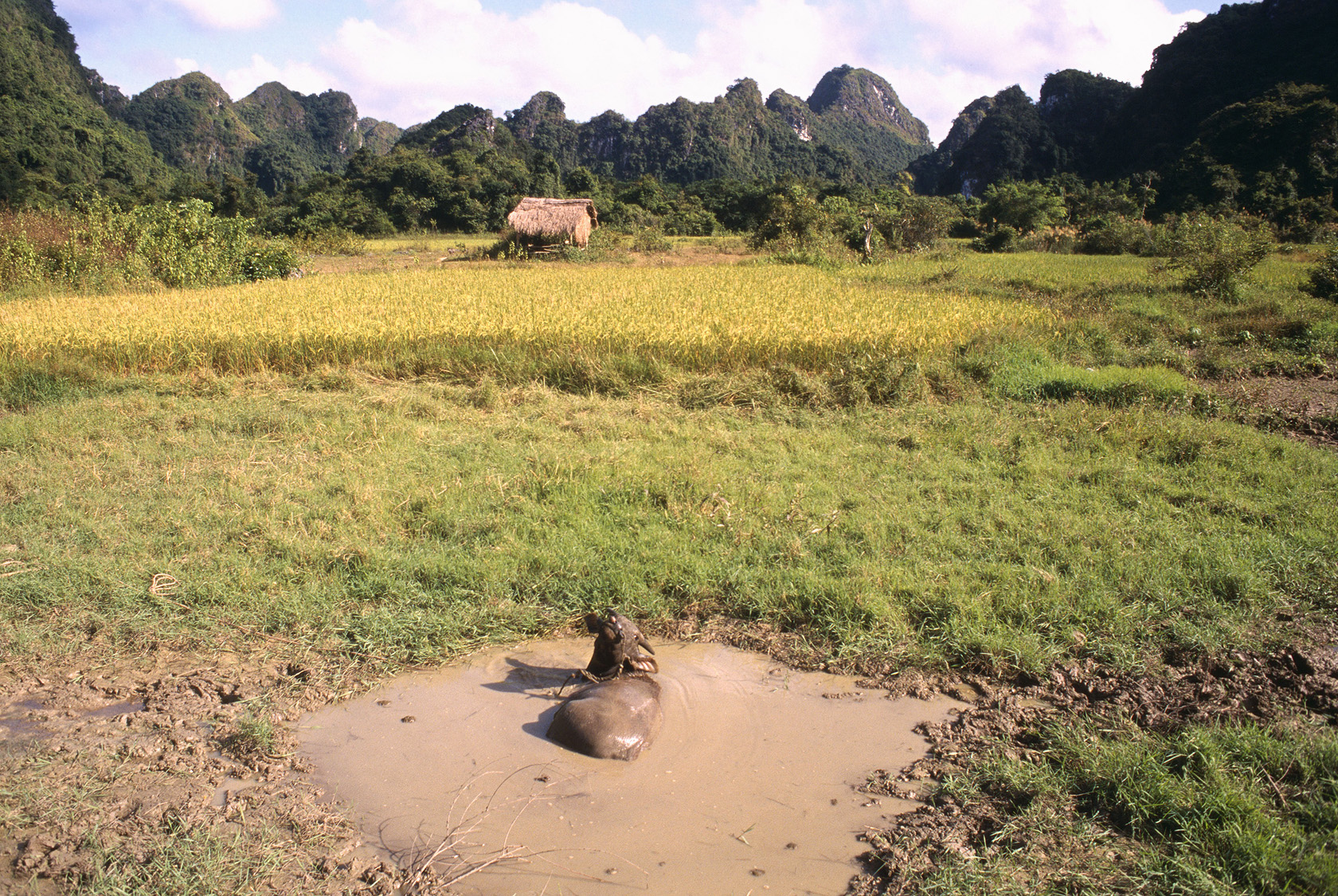
Landwirtschaft bei Việt Hải auf Cát Bà

Diese Zone ist ebenfalls 1986 eingestuft worden als geschützter Bereich der IUCN Kategorie II im Nationalpark. Das Gebiet umfasst 141 ha und umgibt ein Dorf namens Việt Hải. Hier sind der Anbau von Obstbäumen, Bienenzucht, Hauptgärten und gewerbliche Reisbearbeitung gestattet, sowie regionaler Tourismus, der auf den natürlichen Landschaften des Nationalparks basiert. 

#### Übergangszone 1
Die Mehrzahl der außerhalb der Stadt Cát Bà auf der Insel lebenden, auf ca. 4000 Personen geschätzten Bevölkerung der Insel Cát Bà lebt in dieser Zone, welche 8700 ha groß ist und 4500 ha Landgebiet sowie 4200 ha Meeresgebiet betrifft. Im Jahr 2002 wurde eine neue Küstenstraße angelegt, um die sozio-ökonomische Entwicklung zu fördern und die Möglichkeit zur Unterbringung von Einwanderern zu schaffen. Außerdem verbessert sie die Bedingungen für eine Diversifikation des Services und des landwirtschaftlichen Sektors der Insel. Es gibt in dieser Zone einige touristische Anziehungspunkte, die bis zum Erstellen der Planungen noch nicht genutzt wurden, einschließlich einer heißen Quelle und neuer Strandbereiche. 
Die Nutzung der Meeresküste für die Kultur von maritimen Ressourcen dominiert die Wirtschaft im Nordabschnitt. Ein Schwerpunkt liegt hier auf der Garnelenbewirtschaftung. Zu diesem Zweck wurden in der Vergangenheit große Bereiche der Mangrovenwälder illegal zerstört. Es wurden Klima-Infrastrukturprojekte einschließlich einer Verbesserung der Frischwasserversorgung, der Abwasserbeseitigung und Abfallentsorgung geplant.

#### Übergangszone 2

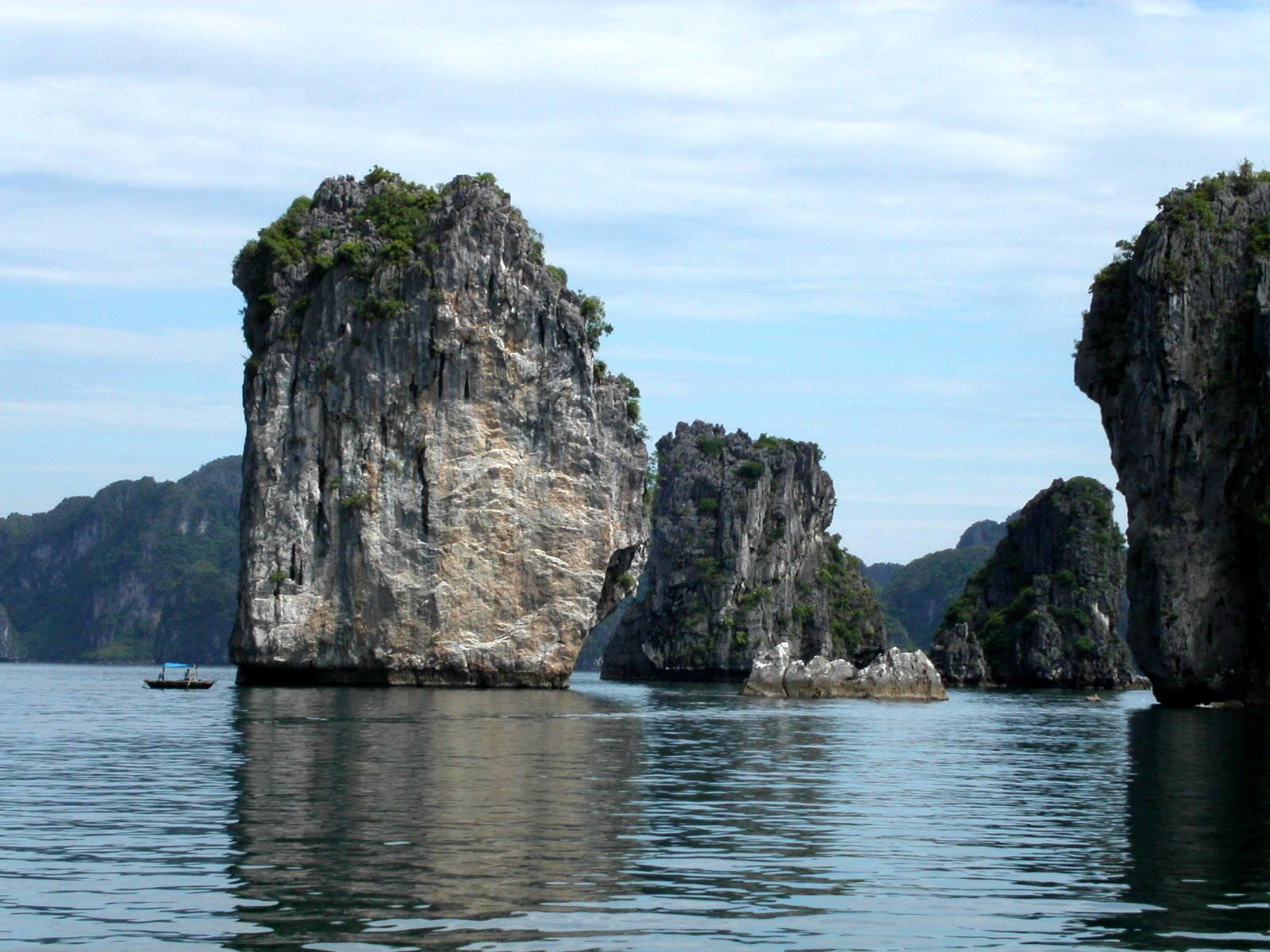
Halong-Bucht

In dieser 1300 ha großen Zone liegt auf 1100 ha eine Stadt mit einer Bevölkerung von 235 Menschen. Das Meeresgebiet umfasst in dieser Zone 200 ha. Es wurde geschätzt, dass 40 Prozent der Haushalte zumindest teilweise von den Ressourcen des Waldes abhängig waren. Auch hier wurde eine neue Straße angelegt mit dem Plan, eine neue Schiffsanlegestelle zu schaffen, um so für Touristen eine schnellere Alternative zu schaffen, Cát-Bà-Stadt von der benachbarten, touristisch erschlossenen Halong-Bucht aus zu erreichen. Man hofft, dass so die Attraktivität der Insel für Touristen erhöht wird und auf diese Weise der Tourismus die den Wald belastenden Waldgärten und Fruchtobstgärten als Haupteinkommensquelle ersetzen kann.

## Geschichte und Kultur
Cát Bà war vor der 1986 erfolgten Einrichtung des Nationalparks ein Zugeständnis an die Forstwirtschaft. Die Insel Cát Bà und das umgebende Meer weisen eine lange Geschichte der menschlichen Nutzung auf. Archäologische Funde belegen, dass Cát Bà seit mindestens 6000 Jahren besiedelt wurde. Im Biosphärereservatsbereich leben zwei ethnische Gruppen: ca. 5000 Kinh und ca. 200 chinesischstämmige Vietnamesen. Diese ethnischen Gruppen wohnen gemischt und sind nicht in unterschiedliche Bereiche oder in Gemeinschaften getrennt. Ihre Anwesenheit wirkt sich jedoch zerstörerisch auf die Natur der Insel aus. 
Cát Bà besitzt 42 archäologische Fundorte. Sie enthalten paläontologische Spuren einer Kultur im Pleistozän. Sieben Fundorte gehören zu neueren prähistorischen Perioden, zwei stehen im Zusammenhang mit historischen Ären. Außerdem gibt es acht Höhlen sowie archäologisch-kulturelle Spuren von Steindächern. Prähistorische Fundorte in verschiedenen Höhlen sind auf der Insel verteilt und normalerweise auch für Touristen zugänglich. Verschiedene Forschergruppen haben archäologische Untersuchungen durchgeführt. 
Die Fundorte entsprechen einem charakteristischen Muster. Die gefundenen Relikte aus Stein, Töpferwaren und keramischen Bruchstücken weisen auf die „Bac-Sohn-Kultur“ in einem späteren Stadium hin, vor etwa 6000 Jahren. Der Fundort Cai-Beo liegt auf einem Sandgrund nahe dem Meer 1,5 Kilometer südöstlich von Cát-Bà-Stadt. 
Die archäologischen Funde belegen, dass die Menschen in der Region in maritimem Klima lebten und dass Cát-Bà früher mit dem Kontinent verbunden war. In vier Höhlen finden sich paläontologische Relikte des Pleistozäns. Darunter ist die Hoa-Höhle bei der Stadt Gia Luan, in der es einige Tierfossilien wie von Rotwild, Sambar Rotwild, Rhinozerossen, Stachelschweinen und Orang-Utans gibt. Grabstätten fanden sich in den Höhlen auf Cát Bà in der Khau-Quy-Höhle bei Thien Lang und in der Ang-Giua-Höhle nahe der Stadt Việt Hải. Die Knochenfunde sind charakteristisch für Austral-Melanesische Menschen. 
Unter den kulturellen Artefakten und Denkmälern auf Cát Bà gibt es auch Tempelstätten und alte Zitadellen der Macdynastie. 
Festivals wie ein Kanuruderwettstreit, verschiedene Regattas, eine Seegottzeremonie und ein Fischereifestival sind touristische Anziehungspunkte geworden.